# Ixora leucocarpa
Ixora leucocarpa är en måreväxtart som beskrevs av Adolph Daniel Edward Elmer. Ixora leucocarpa ingår i släktet Ixora och familjen måreväxter. Inga underarter finns listade i Catalogue of Life.